# Trust (浜崎あゆみの曲)
「Trust」（トラスト）は、日本の歌手・浜崎あゆみの3rdシングル。1998年8月5日にavex traxより発売。
1999年7月3日にアナログ盤で再発売し、2001年2月28日には12cmCDで再発売している。

## 解説
化粧品CM曲としてのタイアップ効果もあり、本作で初のオリコン週間シングルチャートTOP10入りを果たした。売上は18.2万枚と初の10万枚を超えた（再発売分は除く）。
また、この曲で同年の『日本有線大賞』の新人賞、『大阪有線大賞』の新人賞をそれぞれ受賞している。

## 収録曲
1. Trust "Original Mix" [4:48]
作詞：ayumi hamasaki / 作曲：Takashi Kimura / 編曲：Akimitsu Homma、Takashi Kimura
花王「ソフィーナ オーブ ルージュフィーリア」CMソング
2. Trust "Acoustic Version" [4:48]
編曲：Akimitsu Homma
3. POWDER SNOW "DEE MIX" [4:10] ※再発盤(12cmCD)のみ
Remixed by shige
4. Trust "DJ SOMA GROW SOUND MIX" [5:52] ※再発盤(12cmCD)のみ
Remixed by DJ SOMA for GROW SOUND
5. Trust "EDDY YAMAMOTO CLUB MIX" [4:48] ※再発盤(12cmCD)のみ
Remixed by EDDY YAMAMOTO
6. Trust "GROOVE THAT SOUL MIX" [5:29] ※再発盤(12cmCD)のみ
Remixed by SATOSHI HIDAKA from GTS
リミックスアルバム『ayu-mi-x』からの再収録。
7. Trust "Original Mix -Instrumental-" [4:48]

### アナログ盤
1. Trust "GROOVE THAT SOUL MIX" [5:29]
2. Trust "GROOVE THAT SOUL MIX -Instrumental-" [5:29]
3. Trust "DJ SOMA GROW SOUND MIX" [5:46]
4. Trust "EDDY YAMAMOTO CLUB MIX" [4:48]
5. Trust (Vocal Track) [3:51]

## 収録アルバム
- Trust
  - 『A Song for ××』
  - 『A BEST』(New Vocal & Mix)
  - 『A COMPLETE 〜ALL SINGLES〜』
- Trust "GROOVE THAT SOUL MIX"
  - 『ayu-mi-x』

## 収録ライブ映像
- Trust
  - 『ayumi hamasaki concert tour 2000 A 第1幕』
    - 『A 50 SINGLES 〜LIVE SELECTION〜』
    - 『ayumi hamasaki BEST LIVE BOX A』(A BEST TRACK LIST LIVE)

  - 『A museum 〜30th single collection live〜』